# Стирниця
Стирни́ця (болг. Стърница) — село в Смолянській області Болгарії. Входить до складу общини Баніте.

## Населення
За даними перепису населення 2011 року у селі проживали 348 осіб, усі — болгари.
Розподіл населення за віком у 2011 році:
Динаміка населення: